# Зигнематальні
Зигнематальні (Zygnematales, також Conjugales) (з грец. ζυγός — «ваги» —, та νήματος (род. від νήμα) — «нитка») — порядок зигнематофіцієвих водоростей, що охоплює кілька тисяч різних видів і родів, серед яких відомі Zygnema і Spirogyra. Усі члени цієї групи розвиваються з нерозгалужених волокон, однієї товстої клітини, які стають довшими через правильні клітини поділу. Більшість з них живуть в прісній воді, і є важливим компонентом водоростей піну, які ростуть на території поблизу рослин, каменів і різного сміття. 

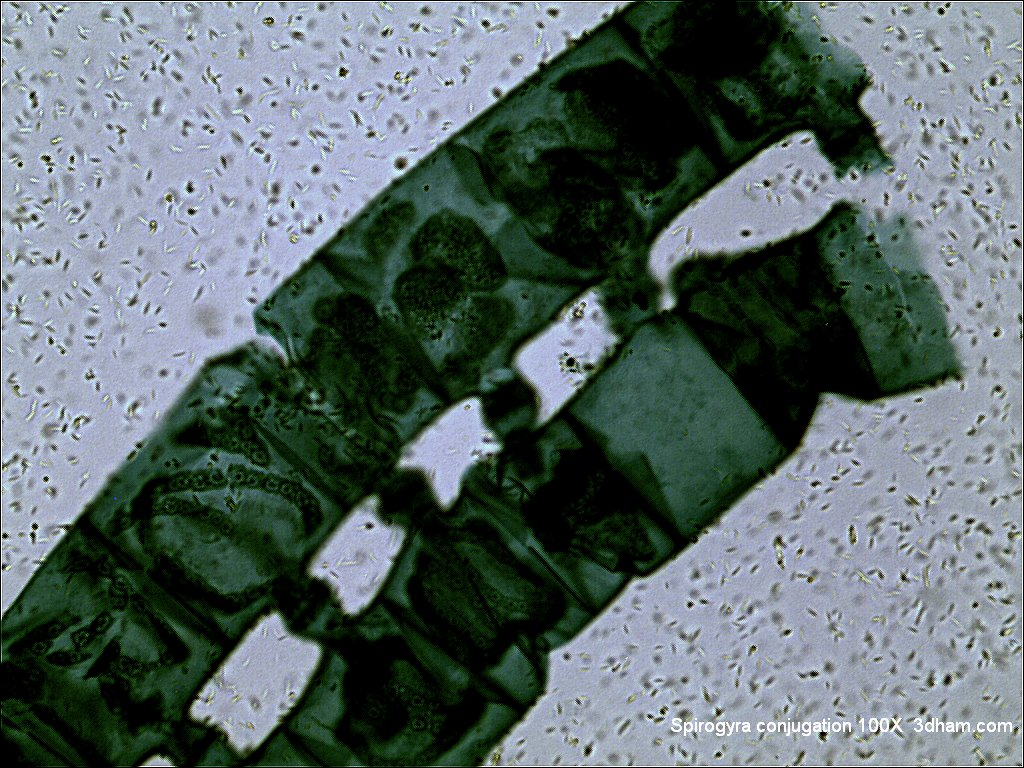
Під мікроскопом, предствник водоростей цього порядку, сполучення Спірогіра

Систематично зигнематофіцієві включають до Charophyta (Streptophyta), як водорості, що ближче споріднені з вищими рослинами, ніж до більшості інших водоростей (у тому числі землі і самі рослини в класифікації Streptophyta). Останнім часом вони були виявлені в порядку водоростей, найбільш тісно пов'язані з наземними рослинами (Embryophyta).
Статеве розмноження у Zygnematales відбувається за допомогою процесу, подібного до кон'югації. Тут волокна протилежної лінії статі, і трубчатої форми між відповідними клітинами. Чоловічі клітини стають амебоїдними, зазвичай одинарні, а іноді по дві особини залізають у трубчаті отвори. Потім клітини зустрічаються і зливаються, утворюючи зиготну спору, яка згодом піддається мейозу для створення нових волокон. Тільки жіночі проходи хлоропластів багаті потомством, як і у вищих рослин.